# Mimela takemurai
Mimela takemurai är en skalbaggsart som beskrevs av K. Sawada 1942. Mimela takemurai ingår i släktet Mimela och familjen Rutelidae. Inga underarter finns listade i Catalogue of Life.